# Кабесао (футболіст)
Кабесао (порт. Cabeção, 23 серпня 1930, Ареадо — 6 січня 2020, Сан-Паулу) — бразильський футболіст, що грав на позиції воротаря. Виступав, зокрема, за«Корінтіанс», а також національну збірну Бразилії.
Перший бразильський воротар, який змінив ігрову футболку чорного кольору на сірого кольору, а також перший бразильський воротар, який одягав футбольні рукавички. 

## Клубна кар'єра
Народився 23 серпня 1930 року в місті Ареадо. З 8-річного віку виступав за юнацьку команду «Корінтіанса», де також виступали Балтазар, Луїзіньо та Жилмар. Дорослу футбольну кар'єру розпочав 1949 року в основній команді того ж клубу. У 1951 році в переможній для «Корінтіанса» Лізі Паулісті був основним воротарем, проте вже наступного року сидів на лаві для запасних, поступившись своїм місцем Жилмару. У 1953 році він разом з клубом виграв Малий чемпіонат світу, який проходив у Венесуелі, де грали «Барселона» (Іспанія), Рома (Італія) збірна міста Каракаса, яка й була господарем турніру. На контракті у клубі перебував до 1967 року. З 1954 по 1961 рік виступав в оренді в клубах «Бангу», «Португеза Деспортос» та «Комерсіал» (Рібейран-Прету).
Протягом 1967—1968 років захищав кольори клубу «Жувентус Сан-Паулу». Завершив кар'єру футболіста у команді «Португеза Сантіста», за яку виступав протягом 1969 року.

## Виступи за збірну
З 1952 року викликався до складу національної збірної Бразилії. Дебютував у збірній 9 травня 1954 року в неофіційному матчі проти Колумбії, замінивши Велудо. Цей матч так і залишився єдиним для гравця у національній команді.
У складі збірної був учасником чемпіонату світу 1954 року у Швейцарії (бразильці поступилися в чвертьфіналі Угорщині), Чемпіонату Південної Америки 1956 року в Уругваї. Проте на обох турнірах не зіграв жодної хвилини.
Помер 6 січня 2020 року на 90-му році життя у місті Сан-Паулу.

## Стиль гри
Виступав на позиції воротаря; незважаючи на свій зріст, менший за 180 см, йому вдалося зарекомендувати себе одним із найкращих воротарів свого часу, конкуруючи за місце у воротах «Корінтіанса» з Жилмаром.

## Досягнення

### Національні
«Корінтіанс»
- Турнір Ріо-Сан-Паулу
  -  Чемпіон (3): 1950, 1953, 1954

- Ліги Пауліста
  -  Чемпіон (3): 1951, 1952, 1954

«Португеза Сантіста»
- Турнір Ріо-Сан-Паулу
  -  Чемпіон (1): 1955

### Міжнародні
- Панамериканський чемпіонат
  -  Чемпіон (1): 1952